# اووه پروسکه
اووه پروسکه (آلمانی: Uwe Proske؛ زادهٔ ۱۰ اکتبر ۱۹۶۱) شمشیرباز اهل آلمان بود.
وی در مسابقات کشوری و بین‌المللی در مجموع برندهٔ ۱ مدال طلا شده‌است.